# PCX
PCX ファイルフォーマットは当時のゼットソフト社によって開発されたラスターグラフィックのファイルフォーマット。モノクロ 2 階調、インデックスカラー、グレースケール、および最大24ビットのRGBカラーモードと、データ損失がないRLE圧縮方式をサポートしている。ただし、アルファチャンネルには対応していない。
IBM PC互換のコンピューターで使用された。WindowsシステムではWindows 3.x付属のペイントブラシで読み書きができた。Windows 95のペイントでも読み込みだけは可能だったが、Windows 98/2000のペイントは標準ではPCXが扱えなくなった。またWindows付属のイメージング (Imaging) というアクセサリでもWindows 95から2000まではPCX画像を読み込むことができた。その後はより優れた画像ファイルフォーマット形式（GIF、JPEG、PNGなど）が登場しているため、あまり使われなくなってきている。
ただしその後も編集できるソフトは数多く存在しており、そうしたソフトやアドオンを用いることで画像の閲覧が可能である。